# 사이렌이 노래할 때
《사이렌이 노래할 때》(영어: Sirens)는 넷플릭스에서 2025년 5월 공개된 미국의 블랙 코미디 드라마이다.